# New York Is Now!
| Recensione | Giudizio |
| ---------- | -------- |
| Tom Hull   | A–       |

New York Is Now! è un album discografico del musicista jazz statunitense Ornette Coleman pubblicato su etichetta Blue Note nel 1968.

## Descrizione
L'album vede la partecipazione degli ex membri del gruppo di John Coltrane, Elvin Jones (batterista) e Jimmy Garrison (contrabbassista), e del sassofonista Dewey Redman. Il disco fu registrato presso gli A&R Studios di New York nel corso di due sessioni, svoltesi il 29 aprile (tracce 1, 2, 4 & 6), e il 7 maggio (tracce 3 & 5), 1968.

## Pubblicazione
L'album venne originariamente pubblicato in formato LP dalla Blue Note Records nel 1968. La ristampa in versione compact disc fu pubblicata il 27 gennaio 1990.

## Tracce
- Tutte le composizioni sono di Ornette Coleman

1. The Garden of Souls – 13:57
2. Toy Dance – 7:25
3. Broadway Blues – 8:40
4. Broadway Blues (alternate version) – 7:33 (bonus track ristampa CD)
5. Round Trip – 6:17
6. We Now Interrupt for a Commercial – 3:19

## Formazione
- Ornette Coleman – sax alto (tracce 1-5), violino (traccia 6), tromba
- Mel Fuhrman – voce
- Jimmy Garrison – contrabbasso
- Elvin Jones – batteria
- Dewey Redman – sax tenore